# Dmitri Mazoenov

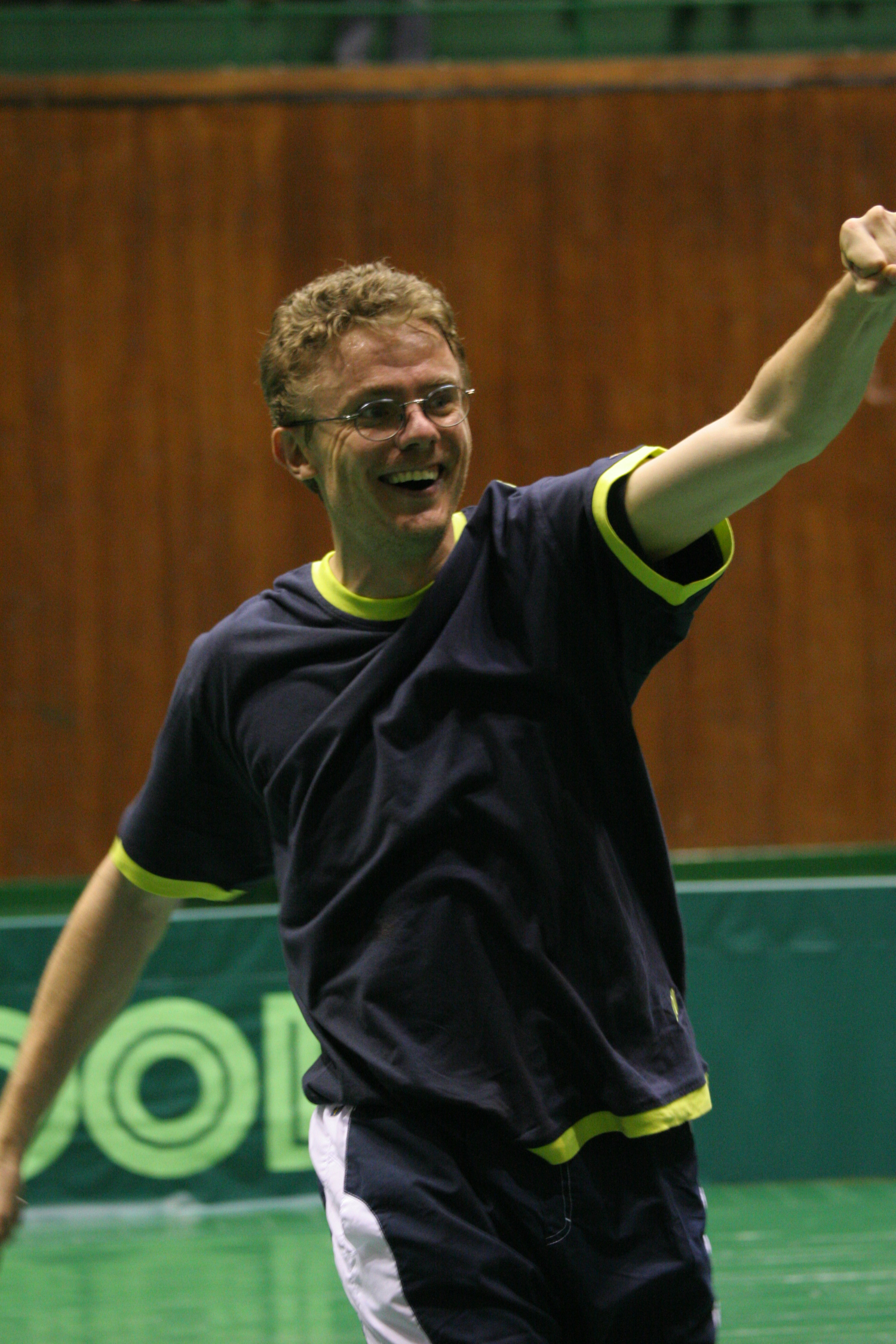
Dmitri Mazoenov (2005)

Dmitri Mazoenov samen met zijn broer Andrej (1989)

Dmitri Vjatsjeslavovitsj Mazoenov (Russisch: Дмитрий Вячеславович Мазунов) ( Nizjni Novgorod, 12 mei 1971) is een Russisch tafeltennisser. Hij is de jongere broer van Andrej Mazoenov, met wie hij zilver won op de World Doubles Cup 1992 en brons in het dubbelspel op de wereldkampioenschappen 1991. Samen met Aleksej Smirnov was hij verliezend finalist in het dubbelspel van de Europese kampioenschappen 2003 en kwam hij tot de halve finale van de Olympische Zomerspelen 2004

## Sportieve loopbaan
Mazoenov speelde in clubverband competitie voor onder meer de Bundesliga-clubs TTF Ochsenhausen, TTV Müller Gönnern, TTG Hoengen (waarmee hij in 2000 de ETTU Cup won), TTC Frickenhausen en SV Plüderhausen. Met Ochsenhausen werd hij tweemaal kampioen van Duitsland en won hij in 1997 de ETTU Cup. Deze won hij nogmaals in 2000, maar nu als speler van Hoengen.
Hij vertegenwoordigde zijn vaderland op de Olympische Zomerspelen van 1992, 1996, 2004 en 2008.